# Papuaneon tualapa
Espèce
Papuaneon tualapa est une espèce d'araignées aranéomorphes de la famille des Salticidae.

## Distribution
Cette espèce se rencontre en Papouasie-Nouvelle-Guinée et en Australie au Queensland.

## Description
La carapace du mâle holotype mesure 1,5 mm de long et l'abdomen 1,5 mm et la carapace de la femelle paratype mesure 1,3 mm de long et l'abdomen 1,4 mm.

## Systématique et taxinomie
Cette espèce a été décrite par Maddison en 2016.

## Étymologie
Son nom d'espèce lui a été donné en référence au lieu de sa découverte, Tualapa.

## Publication originale
- Maddison, 2016 : « Papuaneon, a new genus of jumping spiders from Papua New Guinea (Araneae: Salticidae: Neonini). » Zootaxa, no 4200(3), p. 437-443.